# Самохіно (Волгоградська область)
Самохіно (рос. Самохино) — село у Октябрському районі Волгоградської області Російської Федерації.
Населення становить 219  осіб. Входить до складу муніципального утворення Жутовське сільське поселення.

## Історія
Село розташоване у межах українського історичного та культурного регіону Жовтий Клин.
Згідно із законом від 15 грудня 2004 року № 968-ОД  органом місцевого самоврядування є Жутовське сільське поселення.

## Населення
| 1914 | 2010 |
| ---- | ---- |
| 446  | ↘219 |